# 賽達區
33°33′41″N 35°22′30″E / 33.5614°N 35.375°E

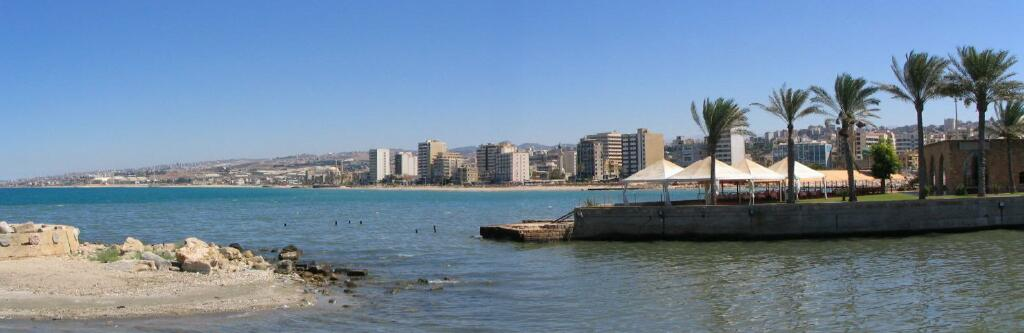

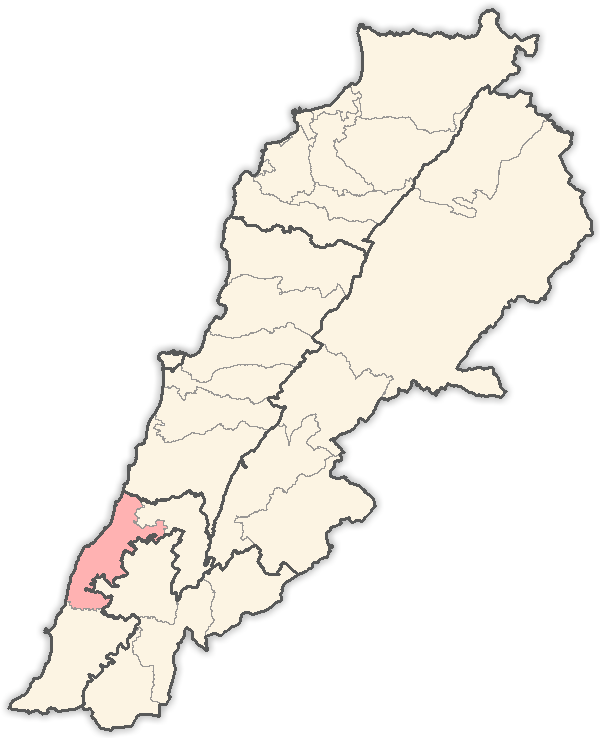

賽達區（阿拉伯语：قضاء صيدا）是黎巴嫩南部省的區份，位於該國西南部，首府設於賽達，面積275平方公里，2008年人口207,500，人口密度每平方公里755人。